# Blair-Inseln
Die Blair-Inseln sind eine Gruppe kleiner Inseln vor der Georg-V.-Küste im Australischen Antarktis-Territorium. Sie liegen 6 km westlich des Kap Gray an der Ostseite der Einfahrt zur Commonwealth-Bucht.
Teilnehmer der Australasiatischen Antarktisexpedition (1911–1914) unter der Leitung des australischen Polarforschers Douglas Mawson entdeckten die Inseln. Mawson benannte sie nach John Hamilton Blair (1889–1972), leitender Offizier auf dem Forschungsschiff Aurora bei dieser Expedition.